# أتسوشي ايتو
أتسوشي ايتو (باليابانية: 伊藤 淳史) هو ممثل ياباني، ولد في 25 نوفمبر 1983 بفوناباشي في اليابان.

## وصلات خارجية
- أتسوشي ايتو على موقع IMDb (الإنجليزية)
- أتسوشي ايتو على موقع ألو سيني (الفرنسية)
- أتسوشي ايتو على موقع أول موفي (الإنجليزية)
- أتسوشي ايتو على موقع قاعدة بيانات الفيلم (الإنجليزية)
- أتسوشي ايتو على موقع كينوبويسك (الروسية)
- أتسوشي ايتو على موقع كينوبويسك (الروسية)